# Redmi 6
Il Redmi 6 è uno smartphone prodotto da Redmi, sub-brand di Xiaomi, presentato a giugno 2018.

## Caratteristiche tecniche

### Hardware
Il Redmi 6 misura 147.5 x 71.5 x 8.3 millimetri e pesa 146 grammi. Ha un retro e un frame laterale in plastica e la parte anteriore in vetro.
È dotato di chipset Mediatek MT6762 Helio P22, con CPU octa-core e GPU PowerVR GE8320. Ha 3/4 GB di RAM e 32/64 GB di memoria interna eMMC 5.1, espandibili tramite microSD.
Ha uno schermo IPS LCD ampio 5,45" pollici con risoluzione HD+ e aspect ratio 18:9.
È dotato di fotocamera posteriore doppia da 12 megapixel con f/2.2 e autofocus PDAF + 2 MP di profondità, in grado di registrare video full HD a 30 fps, e fotocamera anteriore da 5 megapixel, in grado di registrare video full HD a 30 fps.
È dotato di connettività GSM/HSPA/LTE, di Wi-Fi 802.11 b/g/n, Wi-Fi Direct, hotspot; di Bluetooth 4.2, A2DP, LE; A-GPS, GLONASS, BDS; di porta microUSB 2.0 OTG e di radio FM.
Ha una batteria ai polimeri di litio non removibile da 3000 mAh.

### Software
Di serie ha Android Oreo 8.1 e l'interfaccia utente MIUI, aggiornabile alla versione 11. Redmi 6 è aggiornabile ad Android Pie.

## Varianti
- Redmi 6A, versione più economica del Redmi 6, dal quale differisce per il chipset (Mediatek MT6761 Helio A22), per i differenti tagli di memoria e per la fotocamera posteriore (un singolo sensore da 13 MP).[2]
- Redmi 6 Pro, versione per il mercato cinese, senza Android One, dello Xiaomi Mi A2 Lite.